# Onoda Hirō

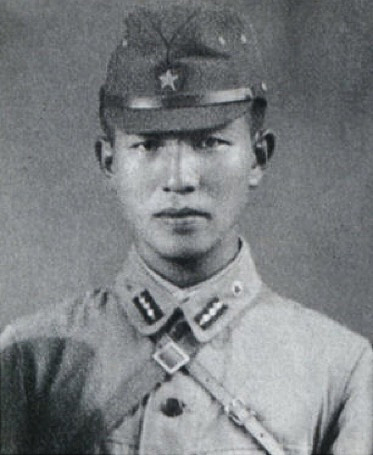
Der junge Onoda Hirō (1944/45)

Leutnant Hirō Onoda (jap. 小野田 寛郎 Onoda Hirō; * 19. März 1922 in Kainan; † 16. Januar 2014 in Tokio) war ein japanischer Nachrichtenoffizier, der nach dem Ende des Zweiten Weltkriegs noch bis 1974 auf der philippinischen Insel Lubang als Ausharrender (Holdout) verblieb.

## Biografie

### Herkunft
Onoda wurde als fünftes von sieben Kindern in Kainan geboren; er hatte vier Brüder und zwei Schwestern. (Hiro ist der Vorname - im Japanischen an zweiter Stelle genannt.)

### Leben im Versteck
Onoda war auf Lubang stationiert, als im Februar 1945 US-amerikanische Truppen die Insel eroberten. Der größte Teil der Soldaten der Kaiserlich Japanischen Armee wurde getötet bzw. gefangen genommen. Onoda und die Soldaten Yuichi Akatsu, Siochi Shimada und Kinshichi Kozuka konnten jedoch in den Dschungel flüchten und versteckten sich dort.
Im Oktober 1945 fand die Gruppe ein erstes Flugblatt, auf dem die Kapitulation Japans mitgeteilt wurde, kurz darauf ein zweites mit der Aufforderung: „Der Krieg endete am 15. August. Kommt von den Bergen herunter!“ Dem misstrauten die Soldaten aber, da sie ein paar Tage zuvor Schüsse vernommen hatten. Sie schlossen daher, dass es sich bei den Flugblättern um alliierte Propaganda handeln musste. Ende 1945 wurden weitere Flugblätter abgeworfen, mit dem Befehl des japanischen Generals Tomoyuki Yamashita, sich zu ergeben. Die Gruppe um Onoda beriet sich und kam zu dem Schluss, dass auch dieses Flugblatt eine List sei. Im September 1949 entfernte sich Akatsu von der Gruppe und ergab sich, nachdem er sechs Monate auf sich allein gestellt war, 1950. Die verbleibenden drei Soldaten sahen im Verschwinden von Akatsu ein Sicherheitsproblem. Akatsu bestätigte unterdessen der Außenwelt, dass die anderen drei noch am Leben waren, was 1952 dazu führte, dass Briefe und Familienfotos mit der Aufforderung, sich zu ergeben, abgeworfen wurden. Die drei Japaner kamen dem erneut nicht nach. Während einer Schießerei mit lokalen Fischern wurde Shimada 1953 ins Bein getroffen. Onoda pflegte ihn, bis er sich wieder erholt hatte. Am 7. Mai 1954 schließlich wurde Shimada dann von einem Suchtrupp erschossen, der die Männer ausfindig machen sollte.
Als Teil ihrer Guerillaaktivitäten verbrannten die beiden nun noch verbleibenden Männer Onoda und Kozuka am 19. Oktober 1972 Reis, welcher gerade von lokalen Bauern zusammengetragen wurde. Infolgedessen wurde Kozuka von der örtlichen Polizei erschossen. Nach diesem Vorfall wurde von den Behörden in Betracht gezogen, dass auch Onoda, der bereits im Dezember 1959 für tot erklärt worden war, noch leben könnte. Es wurden erneut Suchtrupps gebildet, die Onoda allerdings auch dieses Mal nicht ausfindig machen konnten.

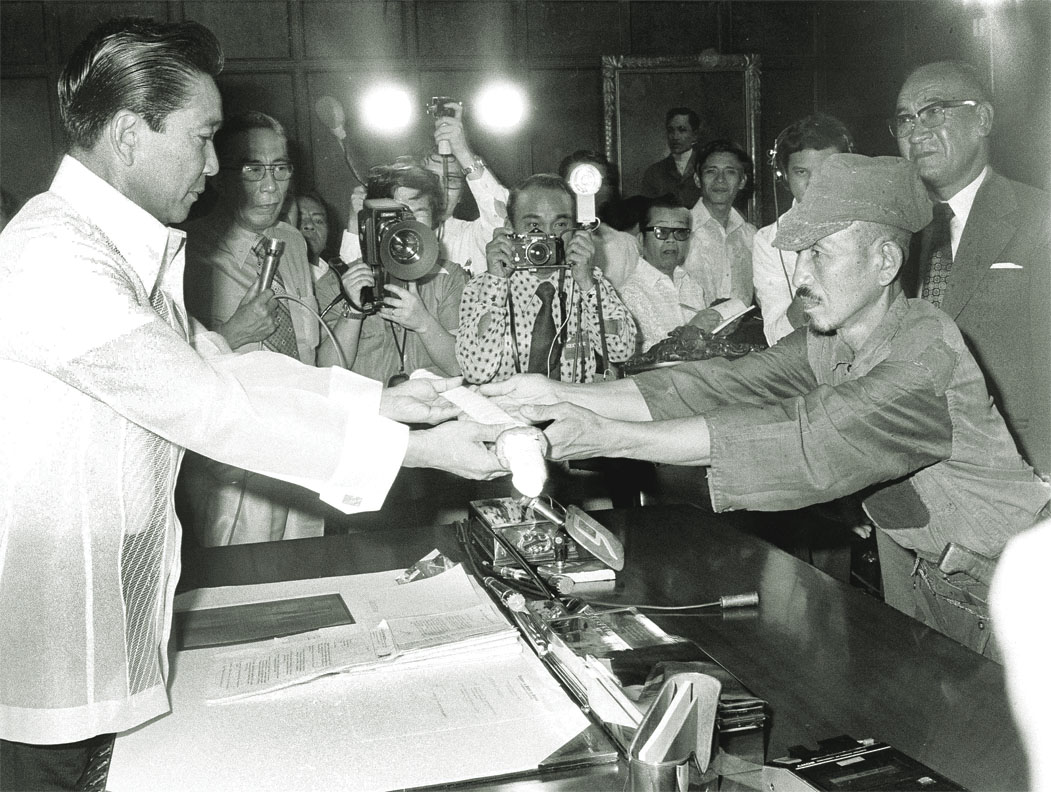
Präsident Marcos erhält von Onoda Hirō dessen Schwert am Tage der Kapitulation

Die Nachricht, dass Onoda noch am Leben sein könnte, sprach sich bis nach Japan herum. Dort brach gerade der Student Suzuki Norio sein Studium ab und setzte sich das Ziel „Leutnant Onoda, einen Panda und den Yeti zu finden, in dieser Reihenfolge“. Suzuki reiste also in die Region, in der Onoda vermutet wurde, und suchte dort nach ihm. Weil Suzuki Japanisch sprach, gab sich ihm Onoda am 20. Februar 1974 zu erkennen. Beide wurden Freunde. Onoda lehnte es jedoch weiterhin ab, sich ohne den Befehl eines Vorgesetzten zu ergeben. Suzuki kehrte daher mit Fotos von sich und Onoda, als Beleg für ihr Treffen, nach Japan zurück. Dort machten die Behörden Onodas ehemaligen Vorgesetzten, Major Taniguchi, ausfindig, der inzwischen Buchhändler geworden war. Dieser flog am 9. März 1974 nach Lubang, informierte Onoda über die Kapitulation Japans im Zweiten Weltkrieg und befahl ihm, sich zu ergeben. Das akzeptierte Onoda. Zu dieser Zeit trug er immer noch seine Uniform, sein Guntō-Schwert, sein Gewehr sowie etwa 500 Schuss Munition und mehrere Handgranaten bei sich. Obwohl er während seiner Zeit auf der Insel ungefähr 30 Menschen getötet und etwa 100 weitere verwundet hatte sowie in mehrere Schießereien mit der Polizei verwickelt war, wurde er aufgrund der Umstände vom philippinischen Präsidenten Ferdinand Marcos begnadigt.

### Späteres Leben

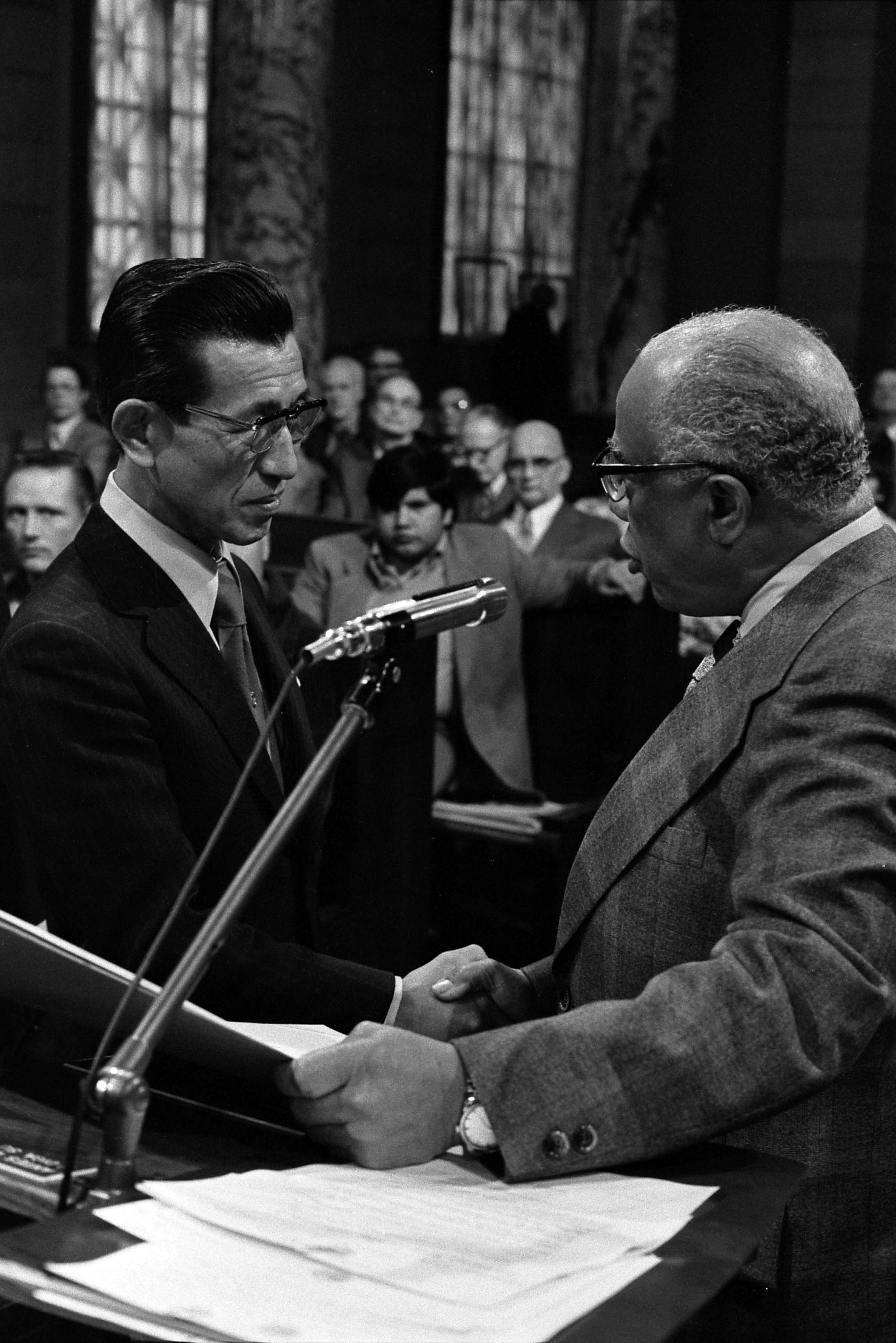
Onoda Hirō (links) in Los Angeles (1975)

Nach seiner Rückkehr nach Japan war er so populär, dass er dazu angehalten wurde, für das Parlament zu kandidieren, was er aber nicht tat. Stattdessen verfasste er seine Biographie Waga Ruban-tō no sanjūnen sensō (Niemals aufgeben: Mein 30-jähriger Krieg). Im April 1975 hatte er genug vom Rummel um seine Person und zog sich, dem Beispiel seines älteren Bruders Tadao folgend, nach Brasilien zurück, um Viehzüchter zu werden. Dort heiratete er 1976 und wurde eine führende Persönlichkeit in der lokalen japanischen Gemeinschaft. 1980 las er einen Bericht über einen japanischen Jugendlichen, der seine Eltern umgebracht hatte. Da er dies auf den Werteverfall in der japanischen Gesellschaft zurückführte, entschloss er sich 1984, nach Japan zurückzukehren und „Onodas Naturschule“ zu eröffnen, um diesem Werteverfall entgegenzuwirken. Diese Schule hat inzwischen mehrere Niederlassungen in ganz Japan.
1996 besuchte Onoda noch einmal die Insel Lubang und spendete der örtlichen Schule 10.000 USD. Seine Frau Machie wurde 2006 eine einflussreiche Person in einer konservativen japanischen Frauenvereinigung. Er selbst verbrachte jährlich drei Monate in Brasilien. Am 16. Januar 2014 verstarb Onoda in einem Tokioter Krankenhaus.

## Verfilmung
Die Geschichte Onodas inspirierte 2018 den französischen Regisseur Arthur Harari zum Film Onoda – 10.000 Nächte im Dschungel, der 2021 erschien.

## Werke
- 小野田寛郎『戦った、生きた、ルバン島30年』講談社, Onoda Hirō: Tatakatta, ikita, Ruban-tō sanjūnen, Kōdansha 1974
- 小野田寛郎、酒巻和男『遥かに祖国を語る』時事通信社, Onoda Hirō, Sakamaki Kazuo: Haruka ni sokoku wo kataru, Jiji Tsūshinsha 1977
- 『わがブラジル人生』講談社, Wa ga burajiru jinsei, Kōdansha 1982
- 『子どもは野性だ』学習研究社, Kodomo ha yasei da, Gakushū Kenkyūsha 1984
- 『子どもは風の子、自然の子－『ジャングルおじさん』の自然流子育て』講談社, Kodomo ha kaze no ko, shizen no ko - "janguru ojisan" no shizenryū kosodate, Kōdansha 1987
- 『たった一人の30年戦争』東京新聞出版局, Tatta hitori no sanjūnen sensō, Tōkyō Shinbun Shuppankyoku 1995
- 『わが回想のルバング島』朝日新聞社, Wa ga kaisō no Ruban-tō, Asahi Shimbunsha 1995
- 『極限で私を支えたもの』山田村教育委員会, Kyokugen de watakushi wo sasaeta mono, Yamada-mura Kyōiku Iinkai 1997
- 『小野田寛郎－わがルバン島の30年戦争』日本図書センター, 1999, Onoda Hirō: Waga Ruban-tō no sanjūnen sensō., Mein 30-jähriger Krieg auf der Insel Lubang, englische Übersetzung: No Surrender: My Thirty-Year War. (Übersetzung: Charles S. Terry) Kodansha International, Tokyo 1974, ISBN 1-55750-663-9.
- 『講演・シンポジウム記録集－平成11年』,靖國神社崇敬奉賛会, Kōen·Shinpojiumu Kirokushū Heisei Jūichi-nen, Yasukuni-jinja Sūkei Hōsankai 1999
- 小野田寛郎『生きる』富山県民生涯学習カレッジ, Onoda Hirō: Ikiru, Toyama-ken Minsei Gaigakushū Karejji 2001
- 『智慧の実を食べよう。』, Chie no mi wo tabeyō 2004
- 『君たち、どうする?』, 新潮社, Kimitachi, dō suru?, Shinchōsha 2004
- 戸井十月『小野田寛郎の終わらない戦い』新潮社, Toi Jūgatsu: Onoda Hirō no owaranai sensō, Shinchōsha 2005
- 小野田寛郎、中條高徳『だから日本人よ、靖国へ行こう』ワック, Onoda Hirō, Nakajō Takanori: Dakara Nihonjin yo, Yasukuni he ikō, Wakku 2006
- 『魚は水人は人の中－今だからこそ伝えたい師小野田寛郎のことば』清流出版, Uo ha Mizuhito ha hito no naka - Ima dakara koso tsutaetai shi Onoda Hirō no kotoba, Seiryū Shuppan 2007
- 『ルバング島戦後30年の戦いと靖国神社への思い (まほろばシリーズ 2)』明成社, Ruban-tō sensō-go sanjū-nen no tatakai to Yasukuni-jinja he no omoi, Meiseisha 2007, ISBN 978-4944219575